# 红茎石杉
红茎石杉（学名：Huperzia rubicaulis），为石杉科石杉属下的一个植物种。